# Francesco Dracone
Francesco Dracone (Turim, 21 de setembro de 1983) é um automobilista italiano.

## Carreira
Dracone começou sua carreira profissional no automobilismo em 2002, competindo na Fórmula3 italiana. Correu ainda na Euroseries 3000.
Na IndyCar, ele disputou duas provas na temporada de 2010, pela equipe Conquest. Seu melhor resultado foi um 20º lugar em Sonoma. Terminou em 37º na classificação geral, com 24 pontos.